# Gornowoje
Gornowoje (ros. Горновое) – wieś (sieło) w Rosji, w Kraju Ałtajskim, w rejonie troickim. W 2010 liczyła 578 mieszkańców.